# Elkhart Express
Gli Elkhart Express sono stati una società di pallacanestro statunitense con sede ad Elkhart, nell'Indiana.

## Storia
Fondati nel 2006, hanno partecipato a tre campionati IBL, vincendo le edizioni 2006 e 2007, prima di dichiarare fallimento nel 2009.